# Rupture (film, 2016)
Pour plus de détails, voir Fiche technique et Distribution.
Rupture est un thriller américain réalisé par Steven Shainberg, sorti en 2016.

## Synopsis
Renée est une mère célibataire qui vit avec son jeune garçon Evan et s'avère être terrifiée par les araignées. Un jour, lorsque sa voiture tombe en panne, elle est enlevée par un groupe d'étrangers. Elle se réveille ligotée dans un laboratoire où elle est interrogée par ces derniers à propos de son parcours médical et notamment sa peur des arachnides. Tout en apprenant qu'elle a en elle une nature extraterrestre, ils lui injectent des produits chimiques censés la révéler.

## Fiche technique
Sauf indication contraire, les informations mentionnées dans cette section peuvent être confirmées par la base de données cinématographiques IMDb,  présente dans la section « Liens externes ».
- Titre anglais et français : Rupture
- Réalisation : Steven Shainberg
- Scénario : Brian Nelson, d'après une histoire de Steven Shainberg et Brian Nelson
- Direction artistique : Sean Breaught
- Décors : Shayne Fox
- Costumes : Linda Muir
- Montage : Michele Conroy
- Musique : Nathan Larson
- Photographie : Karim Hussain
- Production : Monika Bacardi, Patrick DePeters, Matthew Helderman, Andrea Iervolino, Andrew Lazar, Bruno Rosato, Steven Shainberg, Luke Dylan Taylor et Christina Weiss Lurie
- Sociétés de production : Ambi Pictures, BondIt et Tango Pictures
- Sociétés de distribution : TF1 Video (France)
- Pays d’origine : États-Unis
- Langues originales : anglais
- Durée : 102 minutes
- Format : couleur
- Genre : thriller, Horreur, Science-Fiction
- Dates de sortie :
  -  Royaume-Uni : 4 septembre 2016
  -  France : 18 mars 2017 (VOD)

## Distribution
- Noomi Rapace (VF : Julie Dumas) : Renee
- Michael Chiklis (VF : Patrick Messe) : L'homme chauve
- Peter Stormare (VF : Patrick Béthune) : Terrence
- Kerry Bishé (VF : Pamela Ravassard) : Dianne
- Lesley Manville (VF : Martine Irzenski) : Dr. Nyman
- Ari Millen (VF : Rémi Caillebot) : Dr. Raxlen
- Joel Labelle : L'homme prisonnier
- Paul Popowich (VF : Pierre Tessier) : Cliff
- Percy Hynes White (VF : Julien Crampon) : Evan
- Sergio Di Zio (VF : Laurent Morteau) : Le conducteur du van
- Jean Yoon (VF : Malvina Germain) : Colette
- Morgan Kelly : Tommy
- Jonathan Potts (VF : Thierry Ragueneau) : Blake
- Brendan Jeffers : Seth
- Andrew Moodie (VF : Daniel Lobé) : Ian

Version française
- Studio de doublage : Imagine
- Direction artistique : Hervé Rey
- Adaptation : Marc-Girard Igor